# Avapessa
Avapessa település Franciaországban, Haute-Corse megyében. Lakosainak száma 81 fő (2022. január 1.). Avapessa Cateri, Montegrosso és Muro községekkel határos.

## Népesség
A település népességének változása:
| Lakosok száma | 73   | 57   | 65   | 79   | 81   | 86   | 82   | 84   | 82   | 81   |
|               | 1968 | 1982 | 1990 | 2006 | 2011 | 2016 | 2017 | 2019 | 2020 | 2022 |